# Maria Immaculata (Unlingen)

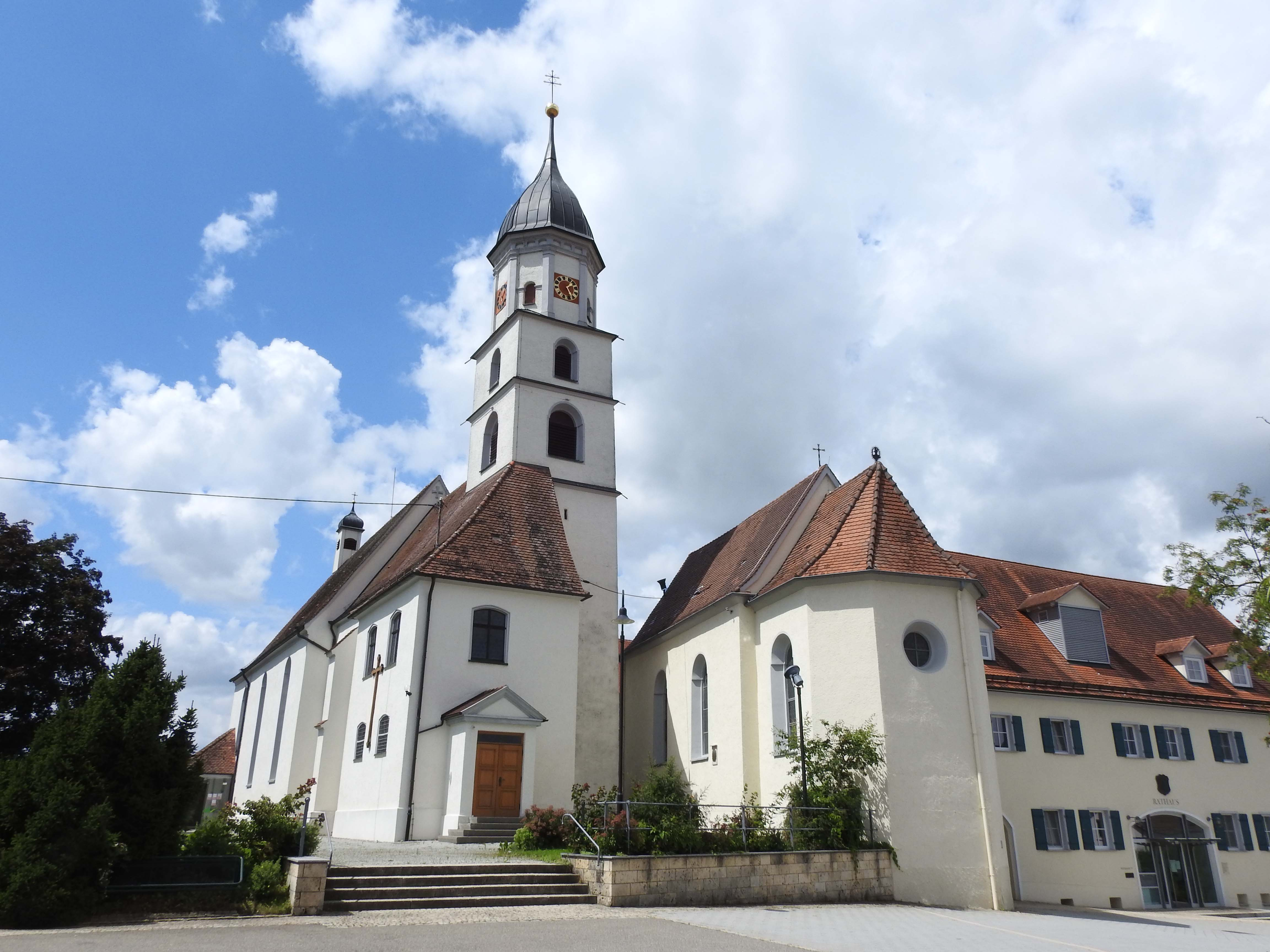
Maria Immaculata in Unlingen

Die römisch-katholische Pfarrkirche Maria Immaculata steht in Unlingen, einer Gemeinde im Landkreis Biberach in Baden-Württemberg. Die Kirchengemeinde gehört zum Dekanat Biberach in der Diözese Rottenburg-Stuttgart. Das Bauwerk ist beim Landesamt für Denkmalpflege Baden-Württemberg als Baudenkmal eingetragen.

## Beschreibung
Der 1711 begonnene Bau der Saalkirche wurde 1719 durch Johann Georg Widmann vollendet. Sie besteht aus einem Langhaus, einem eingezogenen Chor im Osten, der noch zum Teil vom gotischen Vorgängerbau stammt, und einem Chorflankenturm auf quadratischem Grundriss an der Nordwand des Chors, der mit einem achteckigen Geschoss aufgestockt, das die Turmuhr und den Glockenstuhl beherbergt, und mit einer Glockenhaube bedeckt wurde.
Der durch korinthische Pilaster gegliederte Innenraum des Langhauses ist mit einem Spiegelgewölbe überspannt. Das 1782 an der Decke des Chors angebrachte Fresko mit der Darstellung der Himmelfahrt Mariä stammt von Johann Georg Mesmer. Der Hochaltar wurde 1773 von Johann Joseph Christian entworfen. Die Statuen an den Seitenaltären, die Kanzel und eine Kreuzigungsgruppe sollen von Johann Baptist Hops stammen. Eine um 1735 gestaltete Pietà wird Dominikus Hermengild Herberger zugeschrieben. Die Orgel wurde 1900 als Opus 234 von der Orgelbau Friedrich Weigle errichtet.